# Gusendos de los Oteros
Gusendos de los Oteros is een gemeente in de Spaanse provincie León in de regio Castilië en León met een oppervlakte van 24,68 km². Gusendos de los Oteros telt 147 inwoners (1 januari 2016).

## Demografische ontwikkeling
Bron: INE, 1857-2011: volkstellingen
Opm.: Tot 1857 behoorde Gusendos de los Oteros tot de gemeente Pajares de los Oteros